# Пуйату (Ярвамаа)
Пу́йату (эст. Puiatu, ранее также эст. Pujatu) — деревня в волости Ярва уезда Ярвамаа, Эстония.
До реформы местных самоуправлений Эстонии 2017 года входила в состав волости Имавере (упразднена).

## География и описание
Расположена в 18 км к западу от волостного центра — посёлка Ярва-Яани, и в 17 км к северу от уездного центра — города Пайде. Высота над уровнем моря — 64 метра.
Климат умеренный. Официальный язык — эстонский. Почтовый индекс — 72407.

## Население
По данным переписи населения 2021 года, в Пуйату насчитывалось 23 жителя, все — эстонцы.
По данным переписи населения 2011 года, в деревне проживали 29 человек, все — эстонцы.
Численность населения деревни Пуйату по данным переписей населения:
| Год  | 1959 | 1970 | 2000 | 2011 | 2021 |
| ---- | ---- | ---- | ---- | ---- | ---- |
| Чел. | 80   | ↘ 56 | ↘ 35 | ↘ 29 | ↘ 23 |

## История
В письменных источниках 1510 года упоминается деревня Pugat, 1797 года — деревня Pujat. В списках 1938 года значится поселение Pujatu.
Современная деревня Пуйату возникла на землях бывшей скотоводческой мызы Эйгстфер (нем. Eigstfer, Эйствере, эст. Eistvere mõis) после земельной реформы 1919 года. В 1977–1997 годах официально была  частью деревни Таадиквере (эст. Taadikvere).

Советский памятник на братской могиле павших во II мировой войне в Пуйату. Демонтирован в 2023 году

В 1948 году на находящейся на территории деревни братской могиле воинов Советской армии, павших во Второй мировой войне ( с 1997 до 2022 года), был установлен памятник с надписью «1941—1945 Вечная слава героям, павшим в боях с врагом и отдавшим свою жизнь за свободу и счастье нашего народа! /Сталин/». Здесь из могил на территории волости Имавере были перезахоронены погибшие в боях красноармейцы. Рабочая группа по советским памятникам при Госканцелярии Эстонии в своём протоколе от 30 ноября 2022 года признала памятник «красным» монументом, т. е. подлежащим демонтажу. Демонтирован весной 2023 года, эксгумированные 21 августа 2023 года останки 31 красноармейца перезахоронены 26 сентября на кладбище Кадастику (см. Список советских военных памятников Эстонии).
В 1958—2008 годах в деревне работала спецшкола-интернат для трудновоспитуемых детей, где в начале 2000-х годов обучалось около 2500 детей. В начале III четверти 2008/2009 учебного года в списках учеников значилось 28 человек. Школа была закрыта 31 августа 2009 года.